# Selenops candidus
Selenops candidus là một loài nhện trong họ Selenopidae.
Loài này phân bố ở Jamaica, và is als exoot wel met bananen mee in Hoa Kỳ terecht gekomen.
Loài này thuộc chi Selenops. Selenops candidus được Martin Hammond Muma miêu tả năm 1953.